# Mi vida loca
Mi Vida Loca es el cuarto disco de la banda argentina de ska Los Auténticos Decadentes, editado el año 1995. Gracias a este disco pudieron ser reconocidos en Latinoamérica, teniendo un gran éxito los temas El Murguero, El Pájaro Vio el Cielo y se Voló, Diosa, Corazón y La Guitarra, siendo este último su gran éxito.

## Lista de canciones
| Mi vida loca |                                    | |          |  |
| N.º          | Título                             | Escritor(es) | Duración |  |
| 1.           | «La Guitarra»                      | Jorge Aníbal “Perro viejo” Serrano | 3:38     |  |
| 2.           | «Las Miradas»                      | Martín Leandro Pajarola / Martín Damián “La Mosca” Lorenzo                                                                                               | 4:50     |  |
| 3.           | «El Murguero»                      | Eduardo Alberto “El Animal” Trípodi / Gastón “Francés” Bernardou / Martín Damián “La Mosca” Lorenzo / Martín Alejandro Pajarola / Pablo Exequiel Armesto | 5:20     |  |
| 4.           | «El Pájaro Vio el Cielo y se Voló» | Jorge Aníbal “Perro viejo” Serrano | 4:50     |  |
| 5.           | «Diosa»                            | Jorge Aníbal “Perro viejo” Serrano | 3:31     |  |
| 6.           | «Esta Locura»                      | Eduardo Alberto “El Animal” Trípodi / Gustavo “Cucho” Parisi / Pablo Marcelo “Patito” Cabanchik                                                          | 4:11     |  |
| 7.           | «La Chica del Sur»                 | Jorge Aníbal “Perro viejo” Serrano | 3:39     |  |
| 8.           | «Me Morí de Risa»                  | Daniel Eduardo Zimbello / Eduardo Alberto “El Animal” Trípodi / Guillermo Ricardo Eijo / Jorge Aníbal “Perro viejo” Serrano / Pablo Exequiel Armesto     | 3:48     |  |
| 9.           | «Corazón»                          | Jorge Aníbal “Perro viejo” Serrano | 4:43     |  |
| 10.          | «Turdera»                          | Diego Hernán Demarco | 4:00     |  |
| 11.          | «Qué le Vamo' a Hacer»             | Diego Hernán Demarco / Gustavo Daniel “Cucho” Parisi / Gustavo Eduardo “Nito” Montecchia                                                                 | 4:26     |  |
| 12.          | «Mil Noches»                       | Gustavo Daniel “Cucho” Parisi / Gustavo Eduardo “Nito” Montecchia / Nicolás Landa / Roberto Antonio Domínguez                                            | 4:41     |  |
| 13.          | «Aguinaldo (Frío, Calor)»          | Jorge Aníbal “Perro viejo” Serrano | 2:59     |  |
| 14.          | «A Marechiare»                     | Francesco Paolo Tosti | 3:30     |  |

## Ficha técnica
Grabado de 23 a 8 hs. durante el mes de junio en los estudios Panda de Buenos Aires y mezclado de 11 a 23 hs. del mes de julio de 1995 en Rusk Sound Studios de Los Ángeles, Ca. (48 ch).
• Ingeniero de grabación: Cristian Algarañaz.
• Asistente de grabación: Roxana Lauro en Rusk Sound Studios de Los Angeles, Ca.
• Ingeniero de mezcla: Gustavo Borner.
• Asistentes de mezcla: Sly West y Stan Tengan.
Masterizado en Capitol Records, Los Ángeles, Ca.
• Ingeniero de mastering: Wally Traugott.

## Músicos
• Guillermo Ricardo “Capanga” Eijo: Trompeta.
• Martín Alejandro Pajarola: Batería / Coros / Voz.
• Pablo Exequiel Armesto: Bajo / Guitarra.
• Pablo Marcelo “Patito” Cabanchik (Kabanchik en el folleto del disco): Saxo.
• Eduardo Alberto “Animal” Trípodi: Percusión / Coros.
• Gastón “Francés” Bernardou: Percusión.
• Martín Damián “La Mosca” Lorenzo: Percusión / Coros / Voz.
• Daniel Eduardo “Ternura” Zimbello: Trombón.
• Gustavo Daniel “Cucho” Parisi: Voz / Teclados.
• Jorge Aníbal Serrano: Guitarra / Teclados / Voz / Coros.
• Diego Hernán “Musly” Demarco: Guitarra y voz.
• Gustavo Eduardo “Nito” Montecchia: Guitarra y coros.
• Mario Breuer participa interpretando la voz del padre en «La Guitarra».